# Soico Televisão
Soico Televisão, mais conhecida como STV, é uma estação de televisão privada moçambicana criada em 2002 pelo Grupo Soico. A estação emite em canal aberto através da rede digital da TMT (Transporte, Multiplexação e Transmissão), por cabo e via satélite.
Desde 11 Fevereiro de 2010, o grupo de media português Ongoing Media, que também está envolvido em projectos de TV no Brasil e em Angola, é um parceiro de Soico Media Group. O grupo publica o jornal diário O País, em papel e online, e opera a estação de rádio SFM.
Desde a sua criação, tem transmitido eventos nacionais e internacionais de grande prestígio. É exemplo disto, a transmissão do Europeu de futebol do ano de 2004.[carece de fontes?]
No plano social tem participado activamente em causas relacionadas com o HIV-SIDA e outras campanhas promovidas por organizações governamentais e não-governamentais. A atribuição de um certificado de mérito conferido pelo PSI Jeito, é um dos exemplos do reconhecimento da sociedade moçambicana do esforço desenvolvido pela estação de televisão em causas sociais.[carece de fontes?]
Firmou uma parceria com a emissora brasileira SBT para a exibição dos programas e telenovelas como: Corações Feridos, Carrossel, Domingo Legal, Programa do Ratinho, Programa Sílvio Santos, entre outros.[carece de fontes?]